# Palencia de Negrilla
Palencia de Negrilla – gmina w Hiszpanii, w prowincji Salamanka, w Kastylii i León, o powierzchni 16,36 km². W 2011 roku gmina liczyła 162 mieszkańców.